# Spanischer Marsch
Spanischer Marsch (Marcia spagnola) op. 433, è una marcia di Johann Strauss (figlio).

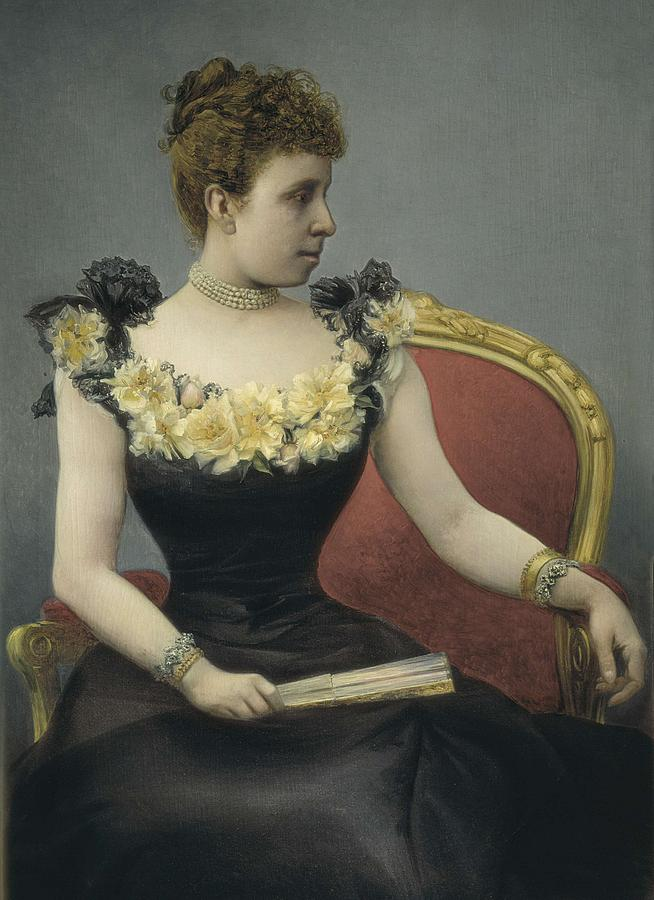
Maria Cristina, reggente di Spagna.

Johann Strauss, durante la sua carriera, ebbe più volte l'occasione di cimentarsi nella composizione di marce caratteristiche.
Partendo da un lavoro inedito, oggi perduto, come la Rumänischer Nationalmarsch (1848) attraverso la Persischer Marsch op. 289 (1864), la Egyptischer Marsch op. 335 (1869) e la Russischer Marsch op. 426 (1886) fino a giungere alla Spanischer Marsch.
Ciascun brano venne concepito in modo tale che rappresentasse al meglio le tradizioni musicali del paese onorato. Tuttavia, queste marce hanno tutte qualcosa in comune: ciascuna è dedicata ad un monarca.
La Spanischer Marsch non fa eccezione. Venne dedicata alla reggente di Spagna, María Cristina (1858-1929), figlia dell'Arciduca Karl Ferdinando e l'Arciduchessa Elisabetta d'Austria. Maria Cristina si sposò con Alfonso XII di Spagna nel 1879, dopo averlo incontrato alla corte viennese. Da Alfonso ebbe due figlie ed un figlio, il futuro Alfonso XIII. La morte prematura del marito (poco prima del di lei 28º compleanno) la costrinse ad assumere la reggenza di Spagna (1885-1902) in attesa che il figlio raggiungesse l'età adulta.
La Spanischer Marsch venne composta durante l'estate del 1888, in previsione di un possibile tour di concerti del maestro in Spagna. Questo progetto, comunque, non venne realizzato. Il compositore, che non amava intraprendere viaggi troppo lunghi e faticosi, preferì evitare il lungo viaggio e spedì la dedica musicale a Madrid.
Come ricompensa per il lavoro svolto, Maria Cristina, amante dell'arte e della musica viennese in particolare, insignì il compositore della Grande Croce dell'ordine di Isabella.
A Vienna, la Spanischer Marsch fu eseguita dall'Orchestra Strauss per la prima volta il 21 ottobre 1888, quando Eduard Strauss la condusse durante il concerto di apertura della sua nuova stagione di concerti del 1888/89 della domenica pomeriggio nel Musikverein.